# پیرلوئیجی فراتالی
پیرلوئیجی فراتالی (انگلیسی: Pierluigi Frattali؛ زادهٔ ۱ دسامبر ۱۹۸۵) بازیکن فوتبال اهل ایتالیا است.
از باشگاه‌هایی که در آن بازی کرده‌است می‌توان به باشگاه فوتبال هلاس ورونا، باشگاه فوتبال کوزنتسا کالچو، باشگاه فوتبال پارما، باشگاه فوتبال فروزینونه، باشگاه فوتبال آ.اس. رم، باشگاه فوتبال آولینو، و باشگاه فوتبال ویچنزا اشاره کرد.